# Шумахер, Курт (политик)
Курт Эрнст Карл Шумахер (нем. Kurt (Curt) Ernst Carl Schumacher; 13 октября 1895, Кульм, Восточная Пруссия, Германская империя — 20 августа 1952, Бонн, ФРГ) — немецкий социал-демократический политик, видный деятель СДПГ. Участник антинацистского Сопротивления, заключённый концлагерей. Руководил воссозданием СДПГ в послевоенной Германии, в 1946—1952 был председателем партии и лидером социал-демократической оппозиции правительству Аденауэра. Возглавлял антикоммунистическое крыло социал-демократии, был активным противником СССР и ГДР. Считается одним из основателей ФРГ.

## Происхождение
Родился 13 октября 1895 года в Кульме (Восточная Пруссия) — ныне территория Польши. Был единственным мальчиком в семье, имел трёх сестёр. С детства много общался с поляками, был связан с местными филоматами. Отличался успехами в учёбе.
Карл Шумахер, отец Курта Шумахера, был коммерсантом и либеральным политиком, депутатом городского совета от Немецкой партии свободомыслящих. Несмотря на буржуазное семейное влияние, Курт с юности проникся идеями социал-демократии в ревизионистской интерпретации Эдуарда Бернштейна. Интересовался также наследием Лассаля и Маркса.

## Ветеран Первой мировой войны
Интернационализм и социал-демократия совмещались в мировоззрении Шумахера с немецким национал-патриотизмом. На следующий день после начала Первой мировой войны Курт Шумахер добровольцем вступил в армию Германской империи. Воевал на Восточном фронте, участвовал в Лодзинском сражении; 2 декабря 1914 года получил тяжёлое ранение, приведшее к ампутации правой руки. Был награждён Железным крестом 2-го класса и демобилизован. Стал одним из основателей ассоциации ветеранов войны.
В 1915—1919 годах Курт Шумахер изучал юриспруденцию и политологию в Галле-Виттенбергском, Лейпцигском и Берлинском университетах. В 1926 защитил докторскую диссертацию по праву.

## Социал-демократ в Веймарской республике
Ещё во время обучения, 8 января 1918 года, он вступил в Социал-демократическую партию Германии. Выступал за участие рабочего класса и социал-демократии в государственных делах, за укрепление национальной обороны (особенно на восточном, российском направлении), против забастовочного движения в военное время.
Во время Ноябрьской революции входил в состав Рабоче-солдатского совета Берлина. Поддерживал Фридриха Эберта и Густава Носке, был противником коммунистически ориентированных спартакистов.
В 1920 году Курт Шумахер прибыл в Штутгарт, где возглавил редакцию местной социал-демократической газеты Schwäbische Tagwacht. Он выступал как убеждённый и активный противник коммунистической и нацистской партий. Сформировал и возглавил в Штутгарте отделение Рейхсбаннера — военизированное ополчение социал-демократов против коммунистического Рот Фронта и нацистских СА.

Всеми средствами он защищал демократию от правого и левого экстремизма. Воинствующая борьба за республику характеризовала всю его жизнь.

В 1924 году Курт Шумахер был избран в ландтаг Вюртемберга, с 1928 года возглавлял организацию СДПГ в Штутгарте. На выборах в рейхстаг 20 мая 1928 года Шумахеру не хватило нескольких голосов, но в 1930 году он всё-таки стал депутатом рейхстага. В 1932 году 37-летний Курт Шумахер стал самым молодым членом общенационального руководства СДПГ. Как социалист Шумахер находился в последовательной оппозиции кабинетам Брюнинга, Папена и Шлейхера, как демократ выступал за жёсткий отпор НСДАП и КПГ. В парламентском выступлении 23 февраля 1932 года Курт Шумахер назвал гитлеровскую пропаганду «обращением к свинству» и «мобилизацией глупости». В августе 1932 года стал членом руководства фракции СДПГ.

## Заключённый в нацистской Германии
После прихода НСДАП к власти и принятия чрезвычайного закона Курт Шумахер выступал за переход СДПГ на нелегальное положение и развёртывание подпольной борьбы. Был одним из организаторов тайной встречи социал-демократических активистов в Шварцвальде.
13 июня 1933 года Курт Шумахер был объявлен в розыск и 6 июля арестован гестапо. Предложение подписать отказ от политической деятельности он отверг. Почти десять лет Шумахер был заключённым нескольких нацистских концлагерей: Флоссенбюрг, Хойберг, Куберг, Дахау. Выступал с протестами, объявлял голодовки, подвергался пыткам. При этом Шумахер отказывался от контактов с заключёнными-коммунистами, потому что считал КПГ ответственной за приход Гитлера к власти. Был освобождён из Дахау 16 марта 1943 года, поскольку считался смертельно больным, и администрация учла его военную награду. Проживал в Ганновере. После покушения на Гитлера 20 июля 1944 Курт Шумахер был вновь арестован и помещён в концлагерь Нойенгамме. Освобождён британскими войсками 10 апреля 1945 года.

## Председатель воссозданной СДПГ
В послевоенной Германии Курт Шумахер обладал высокой популярностью и авторитетом — как антинацист и политзаключённый, отказавшийся и от эмиграции, и от сотрудничества с гитлеровским режимом. Уже 6 мая 1945 года он организовал в Ганновере встречу 130 активистов, приступивших к воссозданию СДПГ. 5—7 октября 1945 в Веннигзене состоялась конференция социал-демократов из всех четырёх зон оккупации Германии. Курт Шумахер категорически отверг требование Отто Гротеволя об объединении социал-демократов с коммунистами (подобно тому, как это было сделано в советской зоне при создании СЕПГ).
На учредительном съезде в Ганновере социал-демократы трёх западных зон оккупации 10 мая 1946 года избрали Курта Шумахера председателем СДПГ. Этот пост он занимал до своей кончины в течение шести лет. Сложная операция, ампутация левой ноги (в сентябре 1948 года левую ногу пришлось ампутировать из-за нарушения артериального кровообращения) не подорвали его работоспособности. В СДПГ была установлена жёсткая партийная дисциплина (подобная былым формированиям Рейхсбаннера), партийное управление осуществлялось Шумахером авторитарно, оппоненты подвергались санкциям. Но ещё большее значение имел его личный авторитет. Он допускал свободное обсуждение любых вопросов — но только до принятия решения, подлежащего неукоснительному исполнению.
Под руководством Курта Шумахера социал-демократы выступали с позиций демократического социализма, антикапитализма и антикоммунизма. Партия отстаивала принципы демократии, социального регулирования экономики в интересах рабочего класса, обеспечения прав профсоюзов, германского национального суверенитета. Принципы Шумахера — соединение гуманистических идей христианства, Просвещения и марксизма, объединение в социал-демократии ядра рабочих профсоюзов и сторонников из среднего класса, социализация экономики как развитие экономической демократии — создали основу для будущей Годесбергской программы СДПГ.
Как представитель «другой Германии» — активно сопротивлявшейся нацизму и не несущей ответственности за преступления нацистской Германии — Курт Шумахер требовал справедливости со стороны победителей.
В 1946 году посетил Великобританию, в 1947 году совершил поездку в США; вёл переговоры о восстановлении Германии на демократических началах. Занимал жёстко антисоветскую позицию, резко полемизировал с американскими и британскими союзниками. Выступал против участия ФРГ в западноевропейских интеграционных структурах — Совете Европы, ЕОУС, Европейском оборонном сообществе — поскольку видел в этом ущемление суверенитета страны.
Во внутренней политике Шумахер выступал за национализацию крупной промышленности (особенно активов, владельцы которых сотрудничали с нацистским режимом). В области государственного устройства он был сторонником не парламентской, а президентской республики с сильной властью главы государства. Он считал это залогом национально-государственной независимости Германии и открыто претендовал на будущий президентский пост. Вопреки его позиции, Основной закон ФРГ 1949 года вводил иное государственное устройство, в котором президент являлся в основном церемониальной фигурой. Однако Шумахер сумел настоять на широких полномочиях федерального правительства.

## Лидер оппозиции в ФРГ
Курт Шумахер был уверен в победе СДПГ на первых выборах в бундестаг ФРГ 14 августа 1949 года. Его личная популярность давала к этому основания. СДПГ действительно получила наибольшее количество голосов и депутатских мандатов. Однако голоса консервативных избирателей Баварии обеспечили победу правоцентристской коалиции во главе с ХДС Конрада Аденауэра, получившей 31,0 % голосов против 29,2 % голосов, отданных СДПГ. Сам Курт Шумахер был избран в бундестаг по избирательному округу Ганновер-Юг с 55,1 % голосов.
На протяжении трёх лет Курт Шумахер был лидером западногерманской оппозиции и главным оппонентом канцлера Аденауэра. Выступал против правительства с позиций социального и национального популизма. Он рассматривал ХДС как партию крупного капитала, а канцлера — как представителя западных союзников, нарушающих суверенитет Германии. За такого рода выступления Шумахер не раз призывался к порядку и даже удалялся с заседаний бундестага.
Шумахер был противником ГДР. В 1950 году он отклонил предложение Народной палаты ГДР о межпарламентских переговорах, поскольку соглашался «обсуждать немецкие дела с немцами, а не с иностранными агентами». Шумахер настаивал на «воссоединении Германии в условиях свободы». Путь такого воссоединения он видел в «магнетизме» — социальном и экономическом примере ФРГ, которому рано или поздно последуют восточные немцы.
Антикоммунизм Курта Шумахера до конца оставался непримиримым. Коммунистов Шумахер называл «красными фашистами». Фраза Шумахера «Всемирный коммунизм — это всемирная реакция» внесена эпиграфом к одной из глав книги «Номенклатура» советского диссидента Михаила Восленского.
Начало Корейской войны Шумахер воспринял как схему нападения на ФРГ со стороны СССР и ГДР. Это побудило Шумахера ставить вопрос о восстановлении германских вооружённых сил, способных к национальной обороне (что отразилось через несколько лет после смерти Шумахера в создании бундесвера). В то же время Шумахер скорее негативно относился к программам интенсивного перевооружения Германии, связанным с участием в западных военных альянсах.
Начало 1950-х годов было отмечено социально-политической стабилизацией и экономическим подъёмом ФРГ. На этом фоне энергичная оппозиционность Шумахера в заметной степени утрачивала поддержку, хотя он сохранял почти всеобщее уважение в обществе.
Скончался Курт Шумахер от инсульта в возрасте 56 лет.

## Память

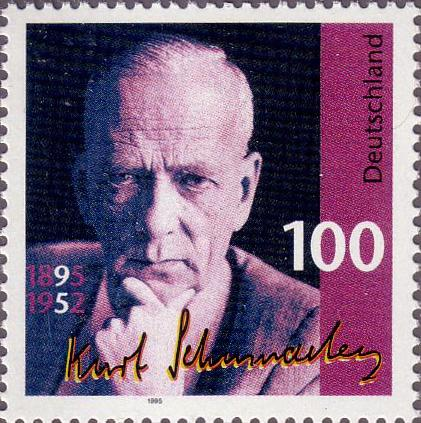

Курт Шумахер никогда не занимал государственных постов, однако он считается одним из основателей ФРГ, вторым по значению после Конрада Аденауэра. Шумахер — крупнейшая фигура германской социал-демократии, в ряду таких деятелей, как Август Бебель, Вильгельм Либкнехт, Отто Вельс, Юлиус Лебер, Вилли Брандт.

Он был страстным и неутомимым борцом за свободу, демократию и справедливость. Он воплощал неразрывную связь свободы и демократического социализма, борьбы против нацистов с борьбой против коммунистической диктатуры, мира с патриотизмом.

Портрет Курта Шумахера изображён на почтовых марках ФРГ 1952 (в связи с кончиной) и 1995 (к 100-летию со дня рождения), а также на монете в 2 марки хождения 1979—1993.
Штаб-квартира берлинской организации СДПГ называется Дом Курта Шумахера. В честь Шумахера названы в Германии многочисленные объекты — посёлки, дороги, школы, мосты, а также военная модификация пассажирского самолёта Airbus A310.

## Личная жизнь
По складу характера Курт Шумахер отличался огромной силой воли и фанатичной цельностью. Он вёл аскетичный образ жизни, не был женат, не заводил семьи.

В личном общении Курт был человеком нелёгким. Возражений он не любил и в своей партии их практически не слышал. Спокойный, сдержанный, доброжелательный — и жёстко проникнутый необоримым фанатизмом. Аскетическое служение Германии, свободе и труду поглощало его без остатка. Отсвет железного пути покрывал эту личность.

«Человек, у которого не было ни искры частной жизни. В часы ночной бессонницы он сравнивал поземельную избирательную статистику. О его аскетизме ходили легенды. Что удивительней всего — эти легенды правдивы. Страстный фанатик, день и ночь политика и борьба. Но это были фанатичная гуманность, фанатичная любовь к людям», — пишет Фрид Веземанн, официальный биограф Курта Шумахера.

Близкие личные отношения связывали Курта Шумахера в последние годы с его депутатским секретарём Аннемари Ренгер. Впоследствии Ренгер была одним из лидеров СДПГ, в 1972—1976 возглавляла социал-демократическую фракцию в бундестаге. Она всегда воспринималась как ближайший друг и идейно-политический продолжатель Шумахера.